# ماتیاس شوارتز
ماتیاس شوارتز (انگلیسی: Matthias Schwarz؛ زادهٔ ۲۸ دسامبر ۱۹۸۷) بازیکن فوتبال اهل آلمان است.
از باشگاه‌هایی که در آن بازی کرده‌است می‌توان به باشگاه فوتبال کیکرز اوفنباخ، باشگاه فوتبال بایرن مونیخ ۲، باشگاه فوتبال اشتوتگارت، و باشگاه فوتبال اینگولشتات ۰۴ اشاره کرد.